# Bantzenheim
Bantzenheim é uma comuna francesa na região administrativa de Grande Leste, no departamento Alto Reno. Estende-se por uma área de 21,36 km². Em 2010 a comuna tinha 1 627 habitantes (densidade: 76,2 hab./km²).

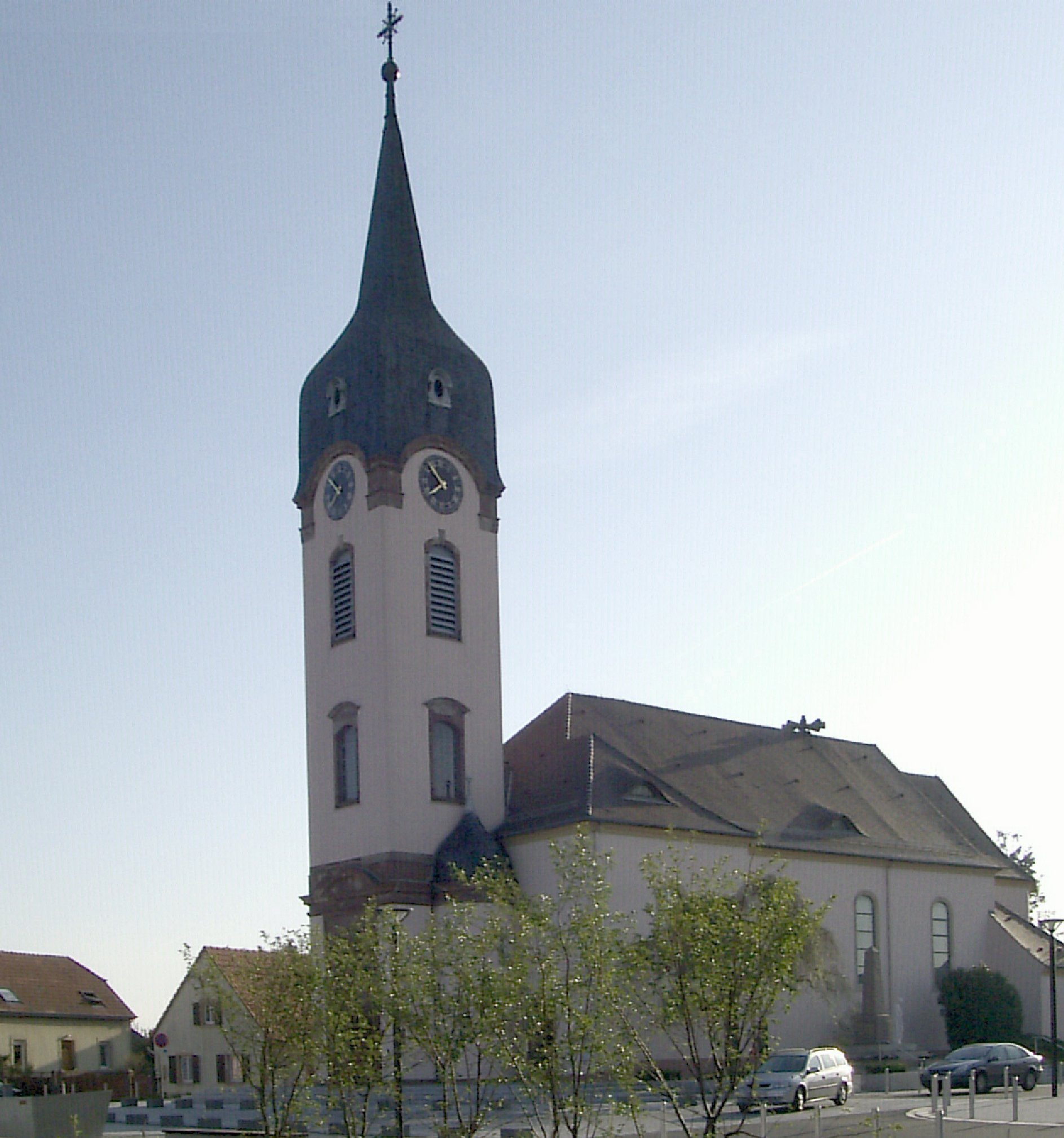
Eglise Saint Michel